# Acequinocyl
Acequinocyl (ISO-naam) is een organische verbinding uit de groep van carbonaatesters. Het is een lichtgele tot lichtbruine vaste stof, vrijwel niet oplosbaar in water. Het is een derivaat van naftochinon. 

## Toepassing
Acequinocyl is een pesticide dat toegepast wordt in de fruitteelt en de teelt van sierbomen. Het is een miticide voor de bestrijding van mijten, in het bijzonder Tetranychus urticae en Panonychus ulmi (plagen op fruitbomen) en Oligonychus ununguis (een plaag op coniferen).

## Geschiedenis
Acequinocyl werd ontdekt en gepatenteerd in het midden van de jaren '70 door DuPont, dat het echter niet verder ontwikkelde. Later verkreeg het Japanse bedrijf Agro-Kanesha een licentie van DuPont en ontwikkelde het als AKD-2023. Het werd in 1999 geregistreerd in Japan en Zuid-Korea. Acequinocyl is de werkzame stof in het product Kanemite.

## Regelgeving
De Europese Commissie besliste op 14 mei 2014 om acequinocyl op te nemen in de lijst van goedgekeurde werkzame stoffen. De goedkeuringstermijn begon op 1 september 2014. De aanvraag om de stof op te nemen werd reeds in 2003 ingediend door Agro-Kanesha. In afwachting van de beslissing van de Commissie was de stof reeds in een aantal Europese landen, waaronder Duitsland en Nederland, voorlopig toegelaten.

## Toxicologie en veiligheid
Acequinocyl heeft een lage acute toxiciteit voor zoogdieren. Het is licht irriterend voor de huid en de ogen. Er zijn geen aanwijzingen dat de stof carcinogeen, mutageen of schadelijk voor de voortplanting zou zijn. Acequinocyl is een lipofiele stof met een potentieel tot bioaccumulatie. Ze is matig tot zeer toxisch voor ongewervelde waterdieren.